# Полянск (Кировская область)
 Полянск  — деревня в Пижанском муниципальном округе Кировской области.

## География
Расположена на расстоянии менее 8 км по прямой на юг-юго-восток от села Воя.

## История
Известна с 1873 года, когда здесь (починок Полянской) отмечено дворов 7 и жителей 104, в 1905 (деревня Полянская) 18 и 129, в 1926 (Полянская или Шишкули, Трошенки, Пироженки) 28 и 142, в 1950 13 и 37. До 2020 года входила в состав Войского сельского поселения до его упразднения.

## Население
Постоянное население составляло 6 человек (русские 100%) в 2002 году, 3 в 2010.